# كايا كوو
كايا كوو (بالفنلندية: Kaija Koo)‏ هي مغنية فنلندية، ولدت في 10 سبتمبر 1962 في هلسنكي في فنلندا.

## وصلات خارجية
- الموقع الرسمي
- كايا كوو على موقع IMDb (الإنجليزية)
- كايا كوو على موقع ميوزك برينز (الإنجليزية)
- كايا كوو على موقع أول ميوزيك (الإنجليزية)
- كايا كوو على موقع ديسكوغز (الإنجليزية)
- كايا كوو على موقع قاعدة بيانات الفيلم (الإنجليزية)